# Albert David (Schiff)
Die Albert David (FF-1050) war eine Fregatte der Garcia-Klasse der United States Navy. Sie wurde nach Lieutenant Albert Leroy David benannt, einem Träger der Medal of Honor.

## Bau und Indienststellung
Die Kiellegung der Albert David fand am 28. April 1964 in Seattle, Bundesstaat Washington statt. Auftragnehmer war die Lockheed Shipbuilding and Construction Company. Der Stapellauf fand am 19. Dezember 1964 statt. Lynda Mae David, die Witwe von Albert David, taufte das Schiff. Die Albert David wurde anschließend am 19. Oktober 1968 unter dem Kommando von Kapitän zur See Roy S. Reynolds auf der Puget Sound Naval Shipyard in Dienst gestellt.
Die Albert David wurde ab Oktober 1968 im Hafen von Bremerton, Washington ausgerüstet und ging von dort auch auf Erprobungsfahrten, die bis 1969 andauerten. Eine erste Fahrt führte sie im März 1969 nach Hawaii. Am 1. Mai 1969 wurde der Albert David Long Beach in Kalifornien als neuer Stützpunkt zugewiesen, wo sie am 10. Mai einlief.

## US Navy

### Dienst als Geleitzerstörer
Von Long Beach aus erhielt die Albert David am 8. Oktober 1969 ihre erste Entsendung in den Pazifik, wo sie nach Zwischenstopps in Pearl Harbor und den Midwayinseln am 31. Oktober in Yokosuka (Japan) einlief.
Nach einer kurzen Patrouille in der Straße von Taiwan und einem Besuch in der Subic-Bucht auf den Philippinen wurde sie am 24. November nach Danang, Südvietnam, beordert, um Artillerieunterstützung (Naval gunfire support) für Landungstruppen zu geben. Am 10. Dezember verlegte sie mit einem Zwischenstopp in Bangkok in den Golf von Tonkin, wo sie ab dem 30. Dezember zusammen mit der USS Coral Sea fünf Wochen lang für die Flugzeugträger der Task Force 77 Begleitdienst (plane guard duty) verrichtete. Nach mehreren kurzen Aufträgen verlegte Albert David am 27. Februar nach Danang zurück, wo sie erneut als Artillerieunterstützung eingesetzt wurde. Mitte März wurde sie wieder der Task Force 77 zugewiesen.
Am 21. März verließ die Albert David die Subic-Bucht, um nach Long Beach zurückzukehren, wo sie am 9. April einlief. Es folgten mehrere Monate Training, bevor im November 1970 erhebliche Überholungsarbeiten im Long Beach Naval Shipyard begannen, die acht Monate dauerten. Nach weiteren Tests und Trainingsfahrten nahm sie im September 1971 ihren Dienst bei der 1. Flotte auf.
Die zweite Verlegung nach Fernost erfolgte am 12. November 1971. Die Albert David blieb dort als Artillerieunterstützung im Golf von Siam und vor der Küste Vietnams, lediglich unterbrochen im Januar 1972, um in der Subic-Bucht Brennstoffe, Proviant, Munition aufzunehmen.
Am 24. Februar 1972 erhielt sie den Auftrag, den Flugzeugträger Constellation (CVA-64) im Golf von Tonkin auf der Überfahrt nach Hongkong zu begleiten, wo sie am 14. März eintraf. Anschließend fuhr sie ins Japanische Meer und nahm einige Tage an einer Übung zur Bekämpfung feindlicher Unterseeboote teil. Nach einem Aufenthalt im Hafen von Yokosuka kehrte sie in vietnamesische Gewässer zurück, wo sie an der DMZ als Artillerieunterstützung tätig war.
Anschließend begleitete sie die Long Beach und danach die Denver, um zivile Schiffe vor Minen zu warnen.
Ab dem 17. Mai begleitete sie die Constellation zur Subic-Bucht, von wo aus sie weiter nach Singapur fuhren. Nach einer kurzen Unterbrechung traf sie sich erneut mit der Constellation, um zusammen mit einem Stopp in Yokosuka in Richtung Vereinigte Staaten zu laufen. Am 30. Juni trennte sich der Verband, am folgenden Morgen lief sie in Long Beach ein.
Nach einem Monat im Hafen eskortierte sie die Ranger südlich vor Kalifornien. Ab dem 26. August nahm sie am Manöver "RIMPAC-72" zusammen mit Schiffen der Marine aus Australien, Kanada und Neuseeland teil. Albert David kehrte am 19. September nach Long Beach zurück, blieb erneut für drei Wochen im Hafen und führte bis in den Januar 1973 dann Patrouillen vor der Küste Kaliforniens durch.
Am 5. Januar 1973 erfolgte die dritte Verlegung nach Fernost. Sie begleitete die Constellation bis nach Asien um dann mit ihr als Teil der Task Force 77 in den Golf von Tonkin zu fahren. Dies war die Letzte Fahrt im Golf von Tonkin, da sich die Vereinigten Staaten später aus dem Vietnamkrieg zurückzogen. Die Albert David wurde daraufhin auf die Philippinen verlegt. Am 6. März verließ die Albert David den Hafen von Iloilo auf der Insel Panay, um in vietnamesische Gewässer zurückzukehren. Als Teil der Operation End Sweep entfernte sie Minenfelder vor den Küsten von Nordvietnam.
Das Schiff brach am 9. Juni in Richtung Keelung auf der Insel Taiwan auf; Das Ziel war Yokosuka in Japan, wo sie am 17. Juni eintraf. Am 19. Juni setzte sie ihre Fahrt in Richtung USA fort, wo sie nach Besuchen auf den Midwayinseln und Pearl Harbor am 3. Juli einlief. Am 20. August wurde ihr San Diego als neuer Stützpunkt zugewiesen.
Nach längeren Wartungsarbeiten im Todd Pacific Shipyards im Stadtteil San Pedro von Los Angeles kehrte sie am 21. November wieder nach Long Beach zurück um kurz darauf nach San Diego zu verlegen, wo sie am 1. Dezember eintraf. Zusammen mit den Schiffen Leonard F. Mason und Waddell verließ sie am 23. April 1974 den Stützpunkt San Diego in Richtung Westpazifik. Am 14. Mai des Jahres trafen die Schiffe in Yokosuka ein.
Ab dem 25. Mai wurde sie in der 7. Flotte zur Unterstützung der Midway eingesetzt. Ab dem 22. Oktober 1974 wurde die Albert David aus dem Fernen Osten abgezogen, um an diversen Übungen teilzunehmen, darunter im April 1975 "RIMPAC 1-75", zusammen mit den Marinen aus Australien, Neuseeland und Kanada.

### Umklassifizierung zur Fregatte

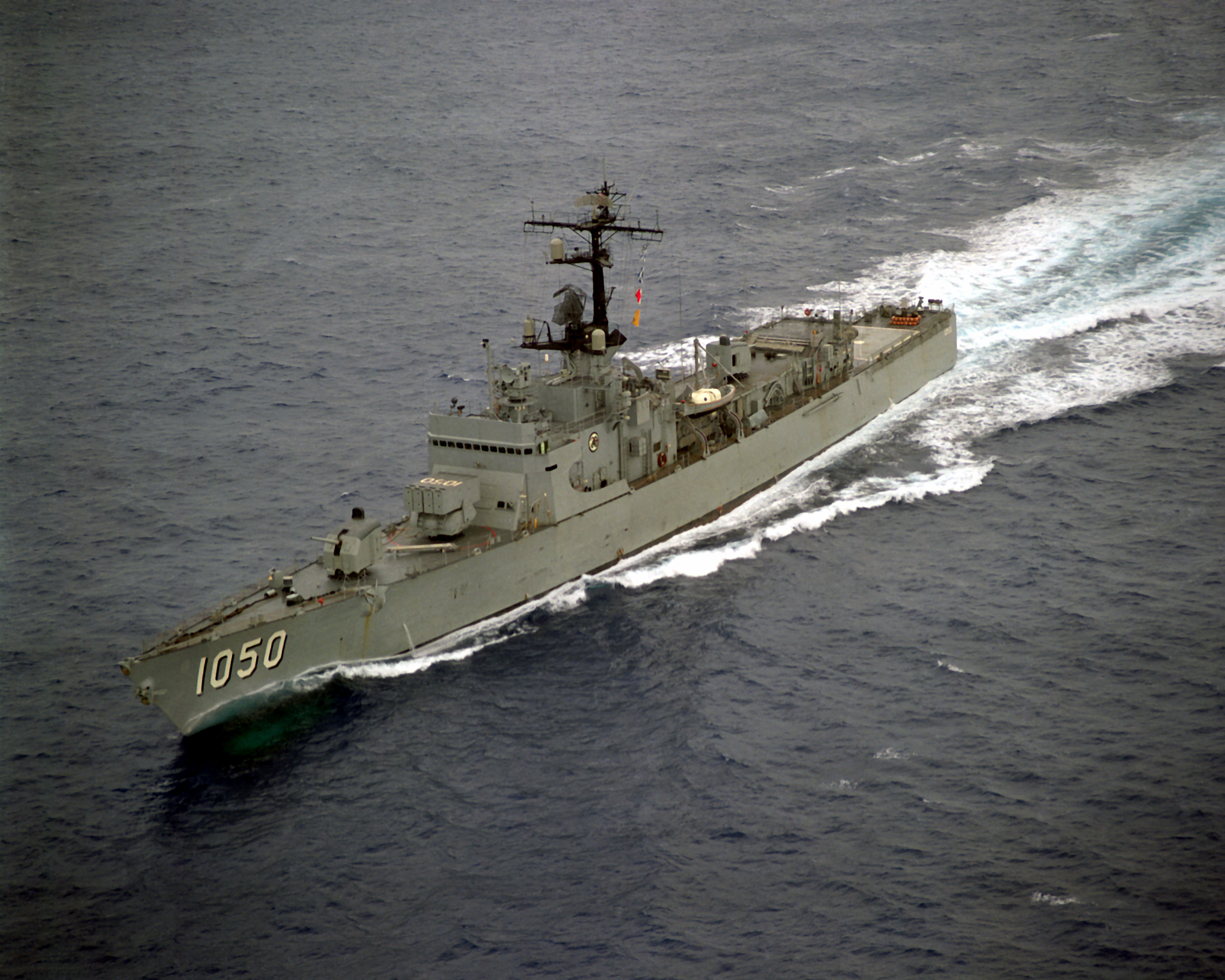
Die Albert David (1975)

Am 30. Juni 1975 wurde die Albert David als Fregatte umklassifiziert und erhielt die Kennung FF-1050.
Im September brach sie erneut nach Hawaii auf, um dort vier Wochen an einigen Übungen teilzunehmen, und kehrte Anfang November nach San Diego zurück. Bis zum Frühjahr 1976 war sie in Einsätzen in der Region eingebunden. Im April 1976 wurde sie umfangreichen Wartungsarbeiten im Long Beach Naval Shipyard unterzogen, die sich über elf Monate erstreckten, bevor sie nach San Diego zurückkam. Nach weiteren Monaten des Trainings vor der Küste und der Teilnahme am RIMPAC 1-78 vor Hawaii wurde sie im April 1978, noch vor Hawaii liegend, zur Subic-Bucht abkommandiert, wo sie am 16. Mai eintraf. In den folgenden fünf Monaten war die Albert David in Manöver der 7. Flotte eingebunden, darunter die Übung "Sharkhunt XXVII" unter Beteiligung der taiwanesischen Marine. In dieser Zeit lief sie Häfen in Japan, Südkorea und Taiwan an. Nach einem Besuch in Guam Mitte Oktober kehrte die Albert David am 29. Oktober nach San Diego zurück und blieb dort für den Rest des Jahres.
Nach elf Monaten, die von Einsätzen, Probefahrten und Wartung geprägt waren, verließ die Albert David am 13. November 1979 San Diego in Richtung der Insel Luzon. Nach einem kurzen Zwischenhalt in Pearl Harbor, machte sie am 9. Dezember in der Subic-Bucht fest.
Mitte Februar 1980 ging sie gemeinsam mit Long Beach, Worden und Bronstein auf Fahrt nach Singapur. Aufgrund eines größeren Maschinenschadens musste die Albert David jedoch zuerst von der Long Beach, später vom Hochsesschlepper Ute zur Subic-Bucht zurückgeschleppt werden, wo sie bis Ende des Monats blieb. Nach Beendigung der Reparaturen folgte eine zweiwöchige Übung mit einem Besuch in Buckner Bay auf der Insel Okinawa. Nach Stationen in Pusan, Sasebo, Guam, Kwajalein und Pearl Harbor lief sie am 2. Mai 1980 im Heimathafen San Diego ein. Nach mehreren Einsätzen bei San Diego wurde die Albert David bis September 1981 im Puget Sound Naval Shipyard einer Grundüberholung unterzogen. Danach folgten bis Mai 1982 Einsätze von San Diego aus.
Am 29. Mai 1982 brach sie erneut in Richtung Subic-Bucht auf, wurde aber bereits nach drei Wochen nach Sasebo verlegt und kehrte am 17. August zur Subic-Bucht zurück. Bereits am 21. August wurde sie zusammen mit der John Young und der San Jose in das Arabische Meer verlegt, um dort Überwachungsaufgaben zu erfüllen. Am 19. Oktober trat sie die Heimreise nach San Diego an, wo sie bis Ende des Jahres ohne weitere Einsätze verblieb.
Im Januar 1983 nahm sie ihren Dienst vor der kalifornischen Küste auf, bevor sie am 4. Oktober erneut Richtung Subic-Bucht aufbrach. Dort angekommen, nahm die Albert David später an Seemanövern mit der Marine aus Malaysia, Südkorea und Singapur. Die Übungen wurden von Besuchen in Lumut, Singapur, Jinhae und Hongkong unterbrochen. Am 28. Dezember kehrte sie nach Manila zurück.
Im April 1984 beendete Albert David ihre Stationierung im Westpazifik und kehrte über Pearl Harbor am 30. April nach San Diego zurück. Bis November war sie erneut vor der kalifornischen Küste eingesetzt. Es folgten Wartungsarbeiten im Long Beach Naval Shipyard, die bis Januar 1985 andauerten.
Am 5. Januar 1985 wurde sie erneut vor die kalifornischen Küste beordert und verblieb in diesem Einsatzgebiet, unterbrochen von kurzen Besuchen in Kanada, bis September 1986. Am 29. September 1986 wurde die Albert David zur Wartung in die National Steel & Shipbuilding Co. in San Diego abkommandiert, wo sie am 28. September 1988 außer Dienst gestellt wurde.

## Brasilianische Marine
Die Albert David wurde am 18. September 1989 an die Brasilianische Marine verliehen und am 24. Januar 2001 aus dem Naval Vessel Register gestrichen, bevor sie endgültig nach Brasilien verkauft wurde. Sie verrichtete dort als Zerstörer unter dem Namen Pará (D 27) bis zum 12. November 2008 ihren Dienst, bevor sie auch in Brasilien außer Dienst gestellt wurde. Sie ist nun der Reserve zugeteilt.